# Posești
Posești is een Roemeense gemeente in het district Prahova.
Posești telt 4103 inwoners.